# Dana International
Dana International är artistnamnet för den israeliska sångerskan Sharon Cohen (hebreiska: שרון כהן), som föddes den 2 februari 1969 i Tel Aviv. 1998 vann hon Eurovision Song Contest med låten Diva.

## Biografi
Sharon Cohen, tillskriven manligt kön vid födsel, var yngst av tre syskon i en jemenitisk judisk arbetarfamilj. 1993 åkte Cohen till London för att ta emot könsbekräftande behandling och bytte namn till Sharon. Hon är transkvinna. 
Hon har sagt att underhållningsbranschen varit logiskt att jobba inom givet hennes transidentitet, då dessa tenderat att vara mer accepterande av HBTQ-personer än andra yrkeskategorier. I och med att hon var den första transpersonen som vunnit Eurovision, väckte emellertid hennes framgångar diskurser kring hennes könsidentitet och det faktum att hon lever som kvinna och fick representera Israel. Sin vinst i Eurovision Song Contest 1998 såg hon själv som en framgång och ett steg mot en bättre värld där människor lär sig respektera varandra. 
Hennes framgångar har dock förbryllat ultraortodoxa rabbiner som överhuvudtaget motsätter sig kvinnliga artister men som här fick konstatera att Israel representerades av en trans-kvinna. Hon menar sig dock personligen ha sluppit trakasserier även om det finns kvarter i Jerusalem och Tel Aviv där kvinnor utan täckande klädsel kan utsättas för glåpord och bespottning. Som svar på sina ortodoxa kritiker har hon sagt, “My victory proves God is on my side,” [...] “I want to send my critics a message of forgiveness: try to accept me. I am what I am.” [...] “I don’t care what they say about me,” she says. “I believe in God, in freedom, that everyone has a right to live how they choose.”

### Musikkarriär
Sharon Cohen upptäcktes när hon arbetade under en show i Tel Aviv, och hennes karriär inleddes 1990. Som Dana International representerade hon Israel i Eurovision Song Contest 1998 i Birmingham med låten Diva. Hon var storfavorit och vann tävlingen efter en omröstning där täten växlades mellan Israel, Storbritannien och Malta. Hon vann enbart eftersom 1998 var det enda året som röstningen enbart avgjordes av publikröster (dvs. en "jury" delade inte ut några poäng just detta år). Innan hon vann hela Eurovision 1998, så hade hon även utsetts som årets kvinnliga sångare av lyssnarna av en Israelisk radiostation. Hon tycker även om att sjunga på arabiska, och hennes manager hävdar att hon har sålt 500 000 kassetter bara i Kairo.

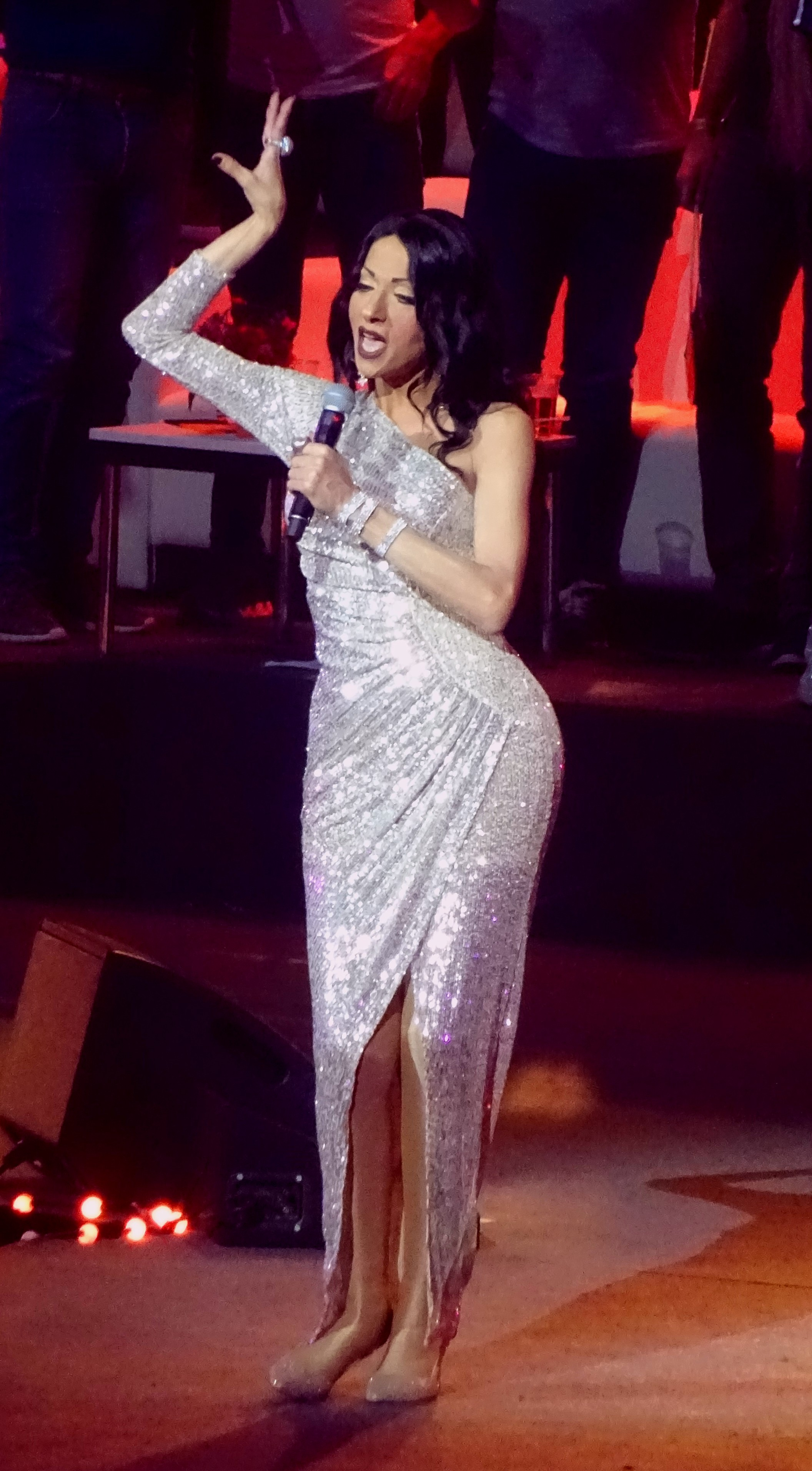
Dana International under en föreställning 2019.

När hon 1999 skulle lämna över trofén till Charlotte Perelli ramlade hon, vilket det finns ett känt youtubeklipp på. Enligt henne själv var det för att regissören trampade på hennes klänning.
Hennes senare bidrag har inte riktigt uppnått samma "verkshöjd" som Diva gjorde, men hon var även långt efter 1998 inbjuden till bl.a. Eurovision där hon sjöng nämnda verk solo 2015, hon sjöng även med Conchita Wurst på Eurovision 2019, samt även en duett med Charlotte Perelli. Vid tävlingens 50-årsjubileum närvarade hon som uppträdande artist och som hedersgäst. 2008 författade hon det israeliska bidraget The Fire in Your Eyes till Bo'az Ma'uda. Bidraget slutade på nionde plats i finalen.
I 2011 års Eurovision Song Contest i Düsseldorf representerade hon Israel med låten "Ding Dong". Hon blev 15:e i semifinalen och därmed utslagen före finalen, som den första före detta vinnaren av tävlingen[källa behövs]. Edward af Sillén och Hélène Benno som då var svenska kommentatorer för Eurovision gjorde sig lustiga över att hon var trans i en ordvits om låttiteln, vilket de starkt kritiserades för av journalisten och transaktivisten Andy Candy.
Dana International var del i juryn i Kokhav Nolad, den israeliska upplagan av Idol, säsongerna 7 och 8 (år 2009 respektive 2010).

## Diskografi
- 1993 Danna International (Offer Nissim Presents)
- 1994 Umpatampa
- 1995 E.P.Tampa (Offer Nissim Featuring)
- 1996 Maganuna
- 1998 Diva - The Hits
- 1998 Dana International The Album
- 1999 Free (europeisk utgåva)
- 2000 Free (israelisk utgåva)
- 2000 Free (japansk utgåva)
- 2001 Yoter Ve Yoter
- 2002 HaHalom HaEfshari
- 2003 The CDs collection
- 2007 Hakol Ze Letova